# Megachile sikkimi
Megachile sikkimi är en biart som beskrevs av Radoszkowski 1882. Megachile sikkimi ingår i släktet tapetserarbin, och familjen buksamlarbin. Inga underarter finns listade i Catalogue of Life.